# Station Dzięczyn
Station Dzięczyn is een spoorwegstation in de Poolse plaats Dzięczyna.